# Mateus da Costa (Capitão-mor de Timor)
Mateus da Costa foi um administrador colonial português que exerceu o cargo de Capitão-mor no antigo território português subordinado à Índia Portuguesa de Timor-Leste, entre 1671 e 1673, tendo sido antecedido por Fernão Martins da Ponte e sucedido por António da Hornay.